# Sweltsa assam
Sweltsa assam är en bäcksländeart som beskrevs av Peter Zwick 1971. Sweltsa assam ingår i släktet Sweltsa och familjen blekbäcksländor. Inga underarter finns listade i Catalogue of Life.